# Nemacheilus
Nemacheilus – rodzaj ryb karpiokształtnych z rodziny Nemacheilidae.

## Klasyfikacja
Gatunki zaliczane do tego rodzaju:
| - Nemacheilus anguilla - Nemacheilus arenicolus - Nemacheilus banar - Nemacheilus binotatus - Nemacheilus carletoni - Nemacheilus chrysolaimos - Nemacheilus cleopatra - Nemacheilus corica - Nemacheilus denisoni - Nemacheilus doonensis - Nemacheilus drassensis - Nemacheilus elegantissimus - Nemacheilus fasciatus - Nemacheilus gangeticus - Nemacheilus guentheri - Nemacheilus huapingensis - Nemacheilus inglisi - Nemacheilus jaklesii - Nemacheilus kaimurensis - Nemacheilus kapuasensis - Nemacheilus keralensis - Nemacheilus kodaguensis - Nemacheilus kullmanni - Nemacheilus lactogeneus - Nemacheilus longipectoralis - Nemacheilus longipinnis - Nemacheilus longistriatus - Nemacheilus lunanensis - Nemacheilus marang - Nemacheilus masyae - Nemacheilus menoni | - Nemacheilus monilis - Nemacheilus nilgiriensis - Nemacheilus olivaceus - Nemacheilus ornatus - Nemacheilus oxianus – śliz amu-daryjski - Nemacheilus pallidus - Nemacheilus papillos - Nemacheilus paucimaculatus - Nemacheilus periyarensis - Nemacheilus petrubanarescui - Nemacheilus pfeifferae - Nemacheilus platiceps - Nemacheilus polytaenia - Nemacheilus pulchellus - Nemacheilus rueppelli - Nemacheilus saravacensis - Nemacheilus selangoricus - Nemacheilus semiarmatus - Nemacheilus shehensis - Nemacheilus shuangjiangensis - Nemacheilus singhi - Nemacheilus smithi - Nemacheilus spiniferus - Nemacheilus stigmofasciatus - Nemacheilus subfusca - Nemacheilus tebo - Nemacheilus triangularis - Nemacheilus troglocataractus - Nemacheilus tuberigum - Nemacheilus yingjiangensis |

Gatunkiem typowym jest Cobitis fasciata (N. fasciatus).

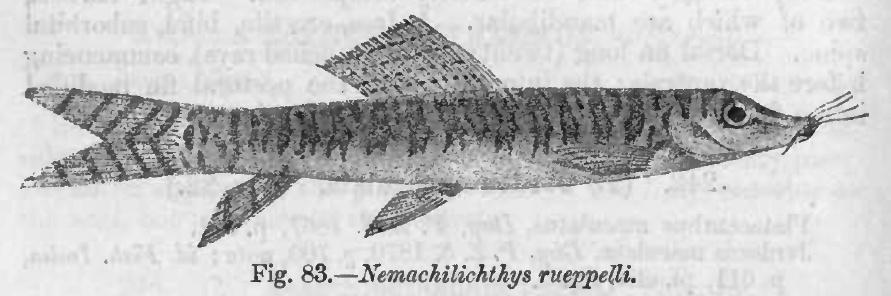
Nemacheilus rueppelli